# Laszki (gromada)
Laszki – dawna gromada, czyli najmniejsza jednostka podziału terytorialnego Polskiej Rzeczypospolitej Ludowej w latach 1954–1972.
Gromady, z gromadzkimi radami narodowymi (GRN) jako organami władzy najniższego stopnia na wsi, funkcjonowały od reformy reorganizującej administrację wiejską przeprowadzonej jesienią 1954 do momentu ich zniesienia z dniem 1 stycznia 1973, tym samym wypierając organizację gminną w latach 1954–1972.
Gromadę Laszki z siedzibą GRN w Laszkach utworzono – jako jedną z 8759 gromad na obszarze Polski – w powiecie jarosławskim w woj. rzeszowskim na mocy uchwały nr 21/54 WRN w Rzeszowie z dnia 5 października 1954. W skład jednostki weszły obszary dotychczasowych gromad Laszki i Charytany ze zniesionej gminy Laszki, część obszaru dotychczasowej gromady Wietlin ze zniesionej gminy Munina oraz obszar katastralny spółdzielni produkcyjnej "Wietlin III" o pow. 414 ha z dotychczasowej gromady Łazy ze zniesionej gminy Radymno w tymże powiecie. 
13 listopada 1954 gromada weszła w skład nowo utworzonego powiatu radymniańskiego, gdzie ustalono dla niej 21 członków gromadzkiej rady narodowej.
31 grudnia 1961 do gromady Laszki włączono obszar zniesionej gromady Miękisz Nowy w tymże powiecie, po czym w związku ze zlikwidowaniem powiatu radymniańskiego gromadę Laszki włączono z powrotem do powiatu jarosławskiego w tymże województwie.
Gromada przetrwała do końca 1972 roku, czyli do kolejnej reformy gminnej. 1 stycznia 1973 w powiecie jarosławskim reaktywowano gminę Laszki.